# Flecha Valona 1989
La Flecha Valona 1989 se disputó el 12 de abril de 1989, y supuso la edición número 53 de la carrera. El ganador fue el belga Claude Criquielion. El holandés Steven Rooks y el también belga Wim Van Eynde fueron segundo y tercero respectivamente.

## Clasificación final
| Pos. | Ciclista           | Equipo      | Tiempo   |
| ---- | ------------------ | ----------- | -------- |
| 1    | Claude Criquielion | Hitachi-VTM | 6h29'30" |
| 2    | Steven Rooks       | PDM         | a 13"    |
| 3    | Wim Van Eynde      | Lotto       | a 46"    |
| 4    | Sammie Moreels     | Lotto       | a 48"    |
| 5    | Marc Madiot        | Toshiba     | a 55"    |
| 6    | Ronan Pensec       | Z-Peugeot   | a 1'03"  |
| 7    | Miguel Induráin    | Reynolds    | a 1'28"  |
| 8    | Claudio Chiappucci | Carrera     | a 1'32"  |
| 9    | Jacques Decrion    | Super U     | a 1'35"  |
| 10   | Luc Roosen         | Histor      | a 1'56"  |